# Skateboarding ai IV World Skate Games
Le competizioni di skateboarding ai IV World Skate Games si sono svolte dal 6 al 22 settembre 2024 a Roma, in Italia. 

## Podi

### Uomini
| Evento                 | Oro                  | Argento          | Bronzo                     |
| Park                   | Augusto Akio         | Pedro Barros     | Viktor Sulmunde            |
| Street                 | Toa Sasaki           | Matias Dell'Olio | J.C. Gonzalez              |
| Vert                   | Gui Khury            | Augusto Akio     | Colin Graham               |
| Downhill mass start    | Harry Clarke         | Adrien Paynel    | Andréas Bouclier           |
| Downhill cronometro    | Adrien Paynel        | Diego Poncelet   | Andréas Bouclier           |
| Street luge cronometro | Mikel Echegaray Diez | Ryan Farmer      | Abdil Adzeem Ahmad Mahdzan |
| Street luge mass start | Mikel Echegaray Diez | Ryan Farmer      | Abdil Adzeem Ahmad Mahdzan |
| Slalom gigante         | Joe McLaren          | Orion Lehrmann   | Arturs Liskovs             |
| Slalom tight           | Gustavs Gailitis     | Joe McLaren      | Toms Dreiblats             |
| Slalom ibrido          | Janis Kuzmins        | Gustavs Gailitis | Orion Lehrmann             |

### Donne
| Evento                 | Oro              | Argento             | Bronzo           |
| Park                   | Raiacca Ventura  | Hinano Kusai        | Naia Laso        |
| Street                 | Rayssa Leal      | Momiji Nishiya      | Miyu Ito         |
| Vert                   | Arisa Trew       | Hasegawa Mizuho     | Kaihara Asahi    |
| Downhill mass start    | Selina Theiler   | Lisa Peters         | Katerina Hill    |
| Downhill cronometro    | Katerina Hill    | Selina Theiler      | Lisa Peters      |
| Street luge cronometro | Tatyana Hill     | Loreline Pastor     | Charlotte Farges |
| Street luge mass start | Loreline Pastor  | Sabrina Riffenburgh | Katerina Hill    |
| Slalom gigante         | Karolina Vojtova | Lynn Kramer         | Kathrin Sehl     |
| Slalom tight           | Karolina Vojtova | Endija Ruja         | Kathrin Sehl     |
| Slalom ibrido          | Karolina Vojtova | Anna Rezkova        | Endija Ruja      |